# 木婉清
木婉清，金庸武俠小說《天龍八部》人物，段正淳、情婦「修羅刀」秦紅棉之女。外表冷峻、一襲黑衣，並有匹愛馬「黑玫瑰」。初登場時予人潑辣之感，實質外冷內熱、極重情義，並對世界的認知頗為單純。段譽曾形容她「水木清華，婉兮清揚」。至大理國前並不知道自己身世，以為自幼父母雙亡，由「幽谷客」收為弟子，直到被生父認出才知真正身世。其历史原型为大理宪宗段和誉的妃子穆貴妃。

## 生平
木婉清初登場時因刺殺其師父之情敵、段正淳情婦王夫人李青蘿未遂而遭到其手下追殺，遇到大理皇子段譽後一同躲避敵人的追擊，逐漸卸下心防並且傾心於段譽。與段譽回到大理時，遇到母親秦紅棉囑咐必殺的第2人─段譽之母刀白鳳，刺殺刀白鳳未遂反而傷到段譽，而後得知自己的身世秘密，傷心之際遇到四大惡人之首「惡貫滿盈」段延慶，同時段譽也被段延慶抓到，兩人被迫服下春藥陰陽和合散，險些發生了亂倫關係。之後木婉清一直到段譽諸人前往西夏應召駙馬時，與段譽巧遇。而段譽、王語嫣雙雙於枯井底時，眾人因尋不到段譽而由木婉清假扮段譽參加駙馬徵選。在與段譽離開西夏之際，一行人曾被王夫人所擒，最後諸人仍平安無事返回大理。世紀新修版中，段譽娶木婉清，封貴妃、娶鍾靈，封賢妃，為新修版劇情變動的焦點之一。

## 武功
袖箭
機括類暗器的1種，平時藏在衣袖之中，用時只需按動機括，就可以將箭發出。木婉清使用的袖箭，可以3箭齊發。

## 特徵
穿黑衣，面幕蒙臉，鍾情於段譽，段譽是見過她真面目的第1個男人。段譽称赞其名字之美：「水木清华，婉兮清扬。」金庸形容她的長相「如新月清暈，如花樹堆雪，一張臉秀麗非凡，只是過於蒼白，沒半點血色，想是她長時面幕蒙臉之故，2片薄薄嘴唇，也是血色極淡。身上帶一陣香氣，似蘭非蘭，似麝非麝，氣息不甚濃，幽幽沉沉，矩矩膩膩。」又說她「語聲清脆動聽」、「眼亮如點漆」，四大惡人中的葉二娘妒嫉她的美，竟然「看她眼睛好看，想挖出来」。

## 相關人物
- 父 - 段正淳
- 母 - 秦紅棉
- 異母姐妹 - 阿朱、阿紫、王語嫣、鍾靈

## 影視形象

### 劇集
- 楊盼盼：香港無綫電視《天龍八部》（1982年）
- 邱淑宜：台灣中視《天龍八部》（1990年）
- 趙學而：香港無線電視《天龍八部》（1997年）
- 蔣欣：江蘇省廣播電視總台、九洲音像出版公司聯合出品《天龍八部》（2003年）
- 趙圓瑗：中國華策影視、東陽大千影視聯合出品《天龍八部》（2013年）
- 劉美彤：中國新麗傳媒《新天龍八部》（2021年）

### 電影
- 恬妮：《天龍八部》（1977年），邵氏公司